# Флаг Мельбурна
Флаг Мельбурна (англ. Flag of Melbourne) — один из официальных символов города Мельбурн. Флаг Мельбурна официально вывешен у городской мэрии, на месте первого поселения и на паруснике «Энтерпрайз».

## История
Утверждён Геральдической коллегией в Лондоне 30 января 1940 года. Основан на гербе города, который с 1843 года использовался в качестве официальной печати. Первоначально бык и кит располагались в противоположных друг от друга углах. 18 марта 1970 года их поменяли местами по предложению Карен Гроус, чтобы отобразить на горизонтальном уровне с одной стороны земные образы, с другой — морские.

## Описание
Флаг Мельбурна имеет белый фон, разделенный на четыре квадрата красным крестом, который является крестом святого Георгия, покровителя Англии и взят из английского флага. Узкая красная полоса изображена параллельно сторонам креста, в центре которого находится королевская корона, что указывает на принадлежность города к австралийской монархии.
Другие символы, изображённые на флаге в четырёх квадратах, по часовой стрелке с левого верхнего угла, это: руно, подвешенное на красном кольце; черный бык, стоящий на пригорке; трёхмачтовый корабль с парусами; кит в море. Четыре символа представляют основные направления экономики Мельбурна в середине XIX века — шерсть, скотоводство, морскую торговлю и охоту на китов.